# Левіттаун (Пенсільванія)
Левіттаун (англ. Levittown) — переписна місцевість (CDP) в США, в окрузі Бакс штату Пенсільванія. Населення — 52 699 осіб (2020).

## Географія
Левіттаун розташований за координатами 40°9′14″ пн. ш. 74°51′12″ зх. д. / 40.15389° пн. ш. 74.85333° зх. д. (40.153821, -74.853273).  За даними Бюро перепису населення США в 2010 році переписна місцевість мала площу 26,56 км², з яких 26,31 км² — суходіл та 0,25 км² — водойми.

## Демографія
Згідно з переписом 2010 року, у переписній місцевості мешкали 52 983 особи в 18 514 домогосподарствах у складі 13 944 родин. Густота населення становила 1994 особи/км².  Було 19144 помешкання (721/км²).
Расовий склад населення:
| - 90,4 % — білих - 3,8 % — чорних або афроамериканців - 1,7 % — азіатів - 0,3 % — корінних американців - 1,7 % — осіб інших рас |

До двох чи більше рас належало 2,1 %. Частка іспаномовних становила 5,1 % від усіх жителів.
За віковим діапазоном населення розподілялося таким чином: 23,0 % — особи молодші 18 років, 63,9 % — особи у віці 18—64 років, 13,1 % — особи у віці 65 років та старші. Медіана віку мешканця становила 39,4 року. На 100 осіб жіночої статі у переписній місцевості припадало 98,0 чоловіків;  на 100 жінок у віці від 18 років та старших — 95,7 чоловіків також старших 18 років.
Середній дохід на одне домашнє господарство  становив 76 137 доларів США (медіана — 69 878), а середній дохід на одну сім'ю — 82 772 долари (медіана — 78 016). Медіана доходів становила 52 658 доларів для чоловіків та 42 127 доларів для жінок. За межею бідності перебувало 5,9 % осіб, у тому числі 7,3 % дітей у віці до 18 років та 2,5 % осіб у віці 65 років та старших.
Цивільне працевлаштоване населення становило 26 996 осіб. Основні галузі зайнятості: освіта, охорона здоров'я та соціальна допомога — 19,9 %, роздрібна торгівля — 17,0 %, виробництво — 11,5 %, науковці, спеціалісти, менеджери — 9,4 %.